# Manuel Marulanda Vélez
Pedro Antonio Marín Marín, più noto col nome di guerra Manuel Marulanda Vélez o solo Manuel Marulanda e soprannominato Tirofijo (in spagnolo tiro preciso), (Génova, 13 maggio 1930 – Meta, 26 marzo 2008), è stato un guerrigliero colombiano, fondatore e capo delle Forze Armate Rivoluzionarie della Colombia (FARC).
Morì a causa di un attacco di cuore mentre si trovava nella giungla colombiana; alla guida delle FARC gli succedette Guillermo Leon Saenz, detto Alfonso Cano.
| Controllo di autorità | VIAF (EN) 6504170 · ISNI (EN) 0000 0001 1466 9221 · LCCN (EN) n88294341 · GND (DE) 118988417 · BNF (FR) cb13616707m (data) |